# Ignatjewski
Ignatjewski (russisch Игнатьевский) ist ein Dorf (chutor) in Südrussland. Es gehört zur Republik Adygeja und hat 898 Einwohner (Stand 2019). Im Ort gibt es 19 Straßen. Ignatjewski liegt 9 km südlich von Koschechabl (dem Verwaltungszentrum des Bezirks) auf der Straße. Bletschepsin ist die nächstgelegene ländliche Ortschaft.